# Esterbrook
Esterbrook és una concentració de població designada pel cens dels Estats Units a l'estat de Wyoming. Segons el cens del 2000 tenia 32 habitants.

## Demografia
Segons el cens del 2000, Esterbrook tenia 32 habitants, 16 habitatges, i 12 famílies. La densitat de població era de 3,6 habitants/km².
Dels 16 habitatges en un 6,3% hi vivien nens de menys de 18 anys, en un 75% hi vivien parelles casades, en un 0% dones solteres, i en un 25% no eren unitats familiars. En el 18,8% dels habitatges hi vivien persones soles el 6,3% de les quals corresponia a persones de 65 anys o més que vivien soles. El nombre mitjà de persones vivint en cada habitatge era de 2 i el nombre mitjà de persones que vivien en cada família era de 2,25.
Per edats la població es repartia de la següent manera: un 9,4% tenia menys de 18 anys, un 6,3% entre 18 i 24, un 3,1% entre 25 i 44, un 50% de 45 a 60 i un 31,3% 65 anys o més.
L'edat mediana era de 57 anys. Per cada 100 dones de 18 o més anys hi havia 107,1 homes.
La renda mediana per habitatge era de 33.750 $ i la renda mediana per família de 33.750 $. Els homes tenien una renda mediana de 0 $ mentre que les dones 0 $. La renda per capita de la població era de 15.918 $. Cap de les famílies estaven per davall del llindar de pobresa.

## Poblacions més properes
El següent diagrama mostra les poblacions més properes.